# Gongylophis colubrinus
Il boa delle sabbie (Gongylophis colubrinus Linneo, 1758) è una specie di serpente nella famiglia dei Boidae. Endemica nell'Africa settentrionale e orientale, la specie è divisa in due sottospecie riconosciute come valide: Eryx colubrinus colubrinus ed E. c. loveridgei.

## Descrizione
Questo boa delle sabbie possiede un corpo possente con una piccola testa, occhi piccoli e una coda corta, e presenta una colorazione che va dal in giallo all'arancio con varie chiazze marroni, con un ventre bianco o color crema. Alla nascita i piccoli misurano tra i 20 e i 25 cm di lunghezza. Le femmine adulte di questa specie superano raramente i 91 cm di lunghezza. Date la sua taglia ridotta, la sua docilità e la relativa facilità di gestione è riprodotto con successo in cattività ed è relativamente diffuso come animale domestico.
Questo serpente, che preferisce un terreno sabbioso e friabile, comprese le savane, si trova nell'Africa settentrionale, dall'Egitto fino al Niger, compresi la Somalia, l'Etiopia, il Sudan, il Kenya e la Tanzania del nord; tuttavia, se ne è trovato un singolo esemplare in Yemen. Durante i mesi più caldi dell'anno, cerca rifugio in mezzo alle pietre e nelle tane di piccoli animali, dove trascorre la maggior parte del tempo con soltanto la testa esposta. Si nutre di piccoli mammiferi, che uccide prima tramite costrizione.
Il serpente è inoltre ovoviviparo, e in cattività negli Stati Uniti si riproduce tra novembre e aprile, partorendo tra la primavera e il tardo autunno.

## Etimologia
La sottospecie loveridgei è chiamata così in onore dell'erpetologo inglese Arthur Loveridge.

## Sinonimi
- [Anguis] colubrina Linneo, 1758
- Eryx colubrinus Daudin, 1803
- Eryx thebaicus Reuss, 1834
- Eryx scutata Gray, 1842
- E[ryx]. jaculus var. sennaariensis Jan, 1863
- Eryx jaculus var. sennaariensis Jan & Sordelli, 1864
- Eryx thebaicus Boulenger, 1893
- E[ryx]. t[hebaicus]. thebaicus Stull, 1932
- Eryx thebaicus loveridgei Stull, 1932
- Eryx colubrina Flower, 1933
- Eryx rufescens Ahl, 1933
- Eryx colubrinus colubrinus Stull, 1935
- Eryx colubrinus loveridgei Stull, 1935
- Gongylophis (Neogonglyophis) colubrinus Tokar, 1989[7]